# محمد مهیار
محمد مهیار (متولد ۱ فروردین ۱۳۳۰ در قم) نویسنده و پژوهشگر متون کهن ادب فارسی و قرآن‌پژوه.

## زندگی
مهیار در خانواده‌ای مذهبی به‌دنیا آمد. پس گذراندن تحصیلات ابتدایی و متوسطه در شهر قم، در سال ۱۳۴۹ وارد دانشگاه تهران شد و دوران لیسانس و فوق لیسانس را در دانشکده ادبیات دانشگاه تهران سپری کرد. وی همچنین برای ادامه تحصیل به انگلستان رفت و در دانشگاه اسکس تحصیلات خود را در رشته زبان‌شناسی اجتماعی ادامه داد.

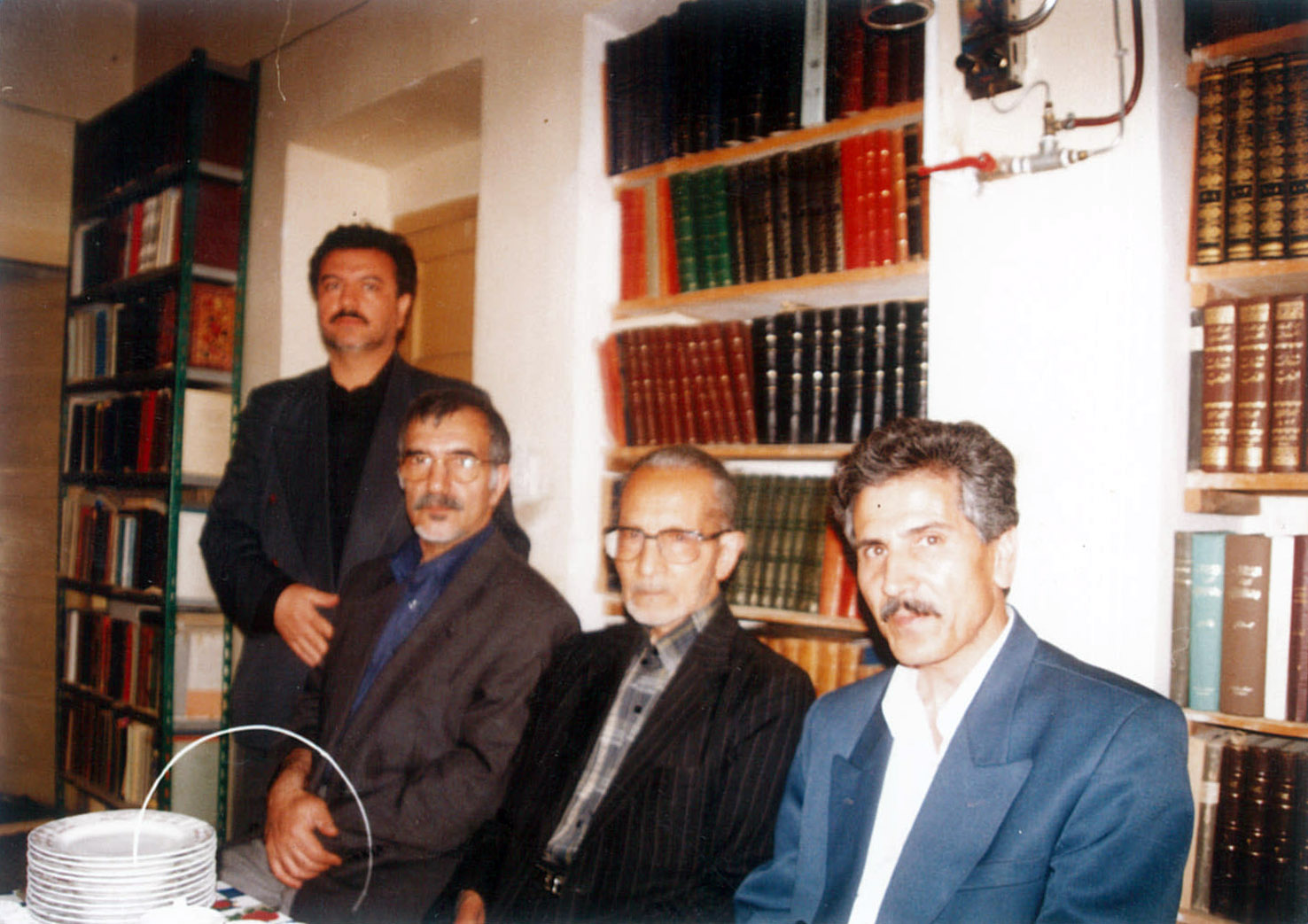

## فعالیت‌ها
همزمان با انقلاب پنجاه و هفت به ایران بازگشت و در کتابخانه مرکزی دانشگاه تهران به فعالیت مشغول شد. بعد از انقلاب فرهنگی به قم انتقال پیدا کرد و در آموزش و پرورش مشغول به تدریس گردید و در عین حال وی در دانشگاه‌های متعدد به تدریس مشغول بود. همچنین مدتی با فرهنگستان زبان و ادب فارسی همکاری می‌کرد. در طی این سال‌ها مقالات فراوانی در نشریات علمی و فرهنگی از وی منتشر شده و سخنرانی‌هایی در سمینارهای مختلف ارائه داده‌است. همکاری با دانشنامه دانش‌گستر نیز از مجموعه فعالیت‌های این محقق می‌باشد.

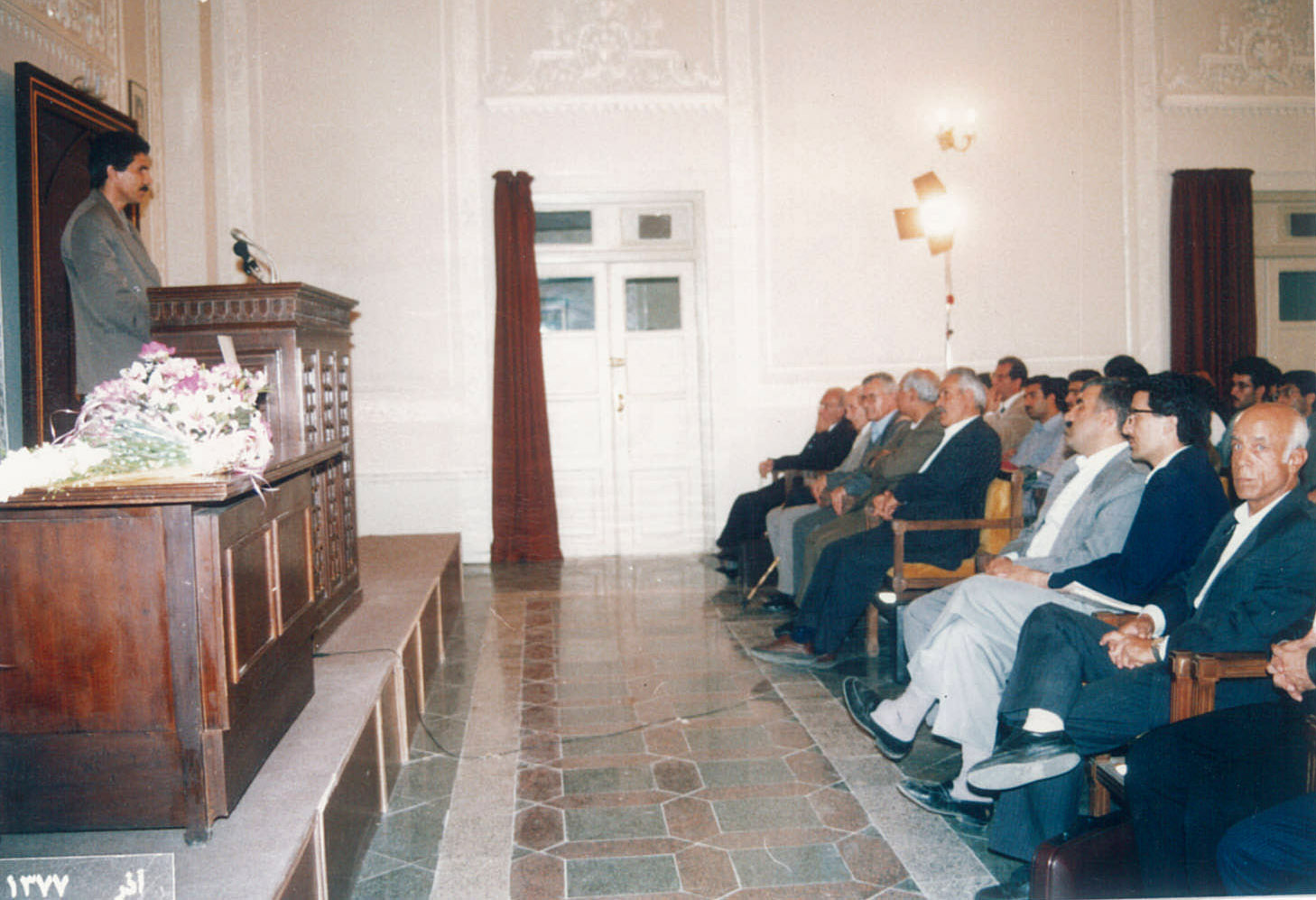

## کتاب‌ها

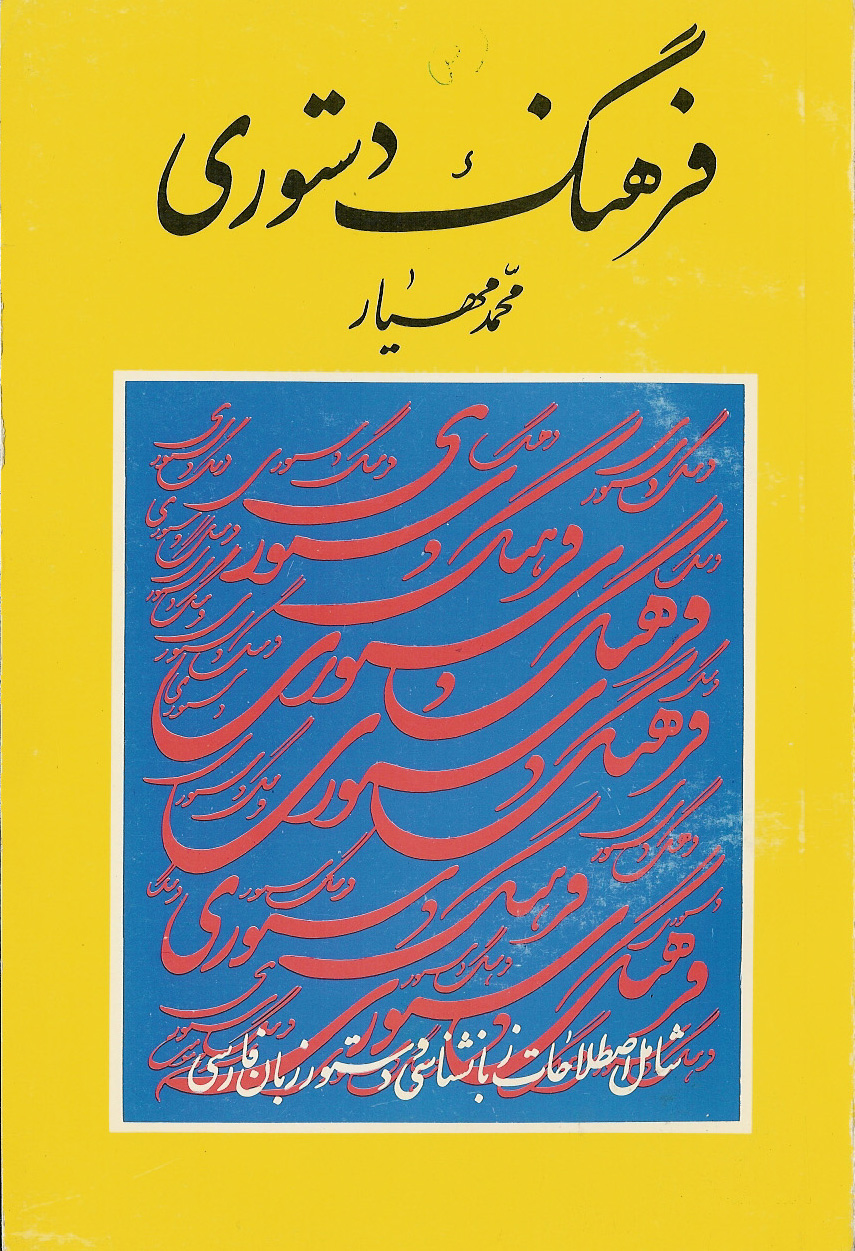
فرهنگ دستوری

- فرهنگ دستوری (شامل اصطلاحات زبانشناسی و دستور زبان فارسی)، نشر میترا، ۱۳۷۶.

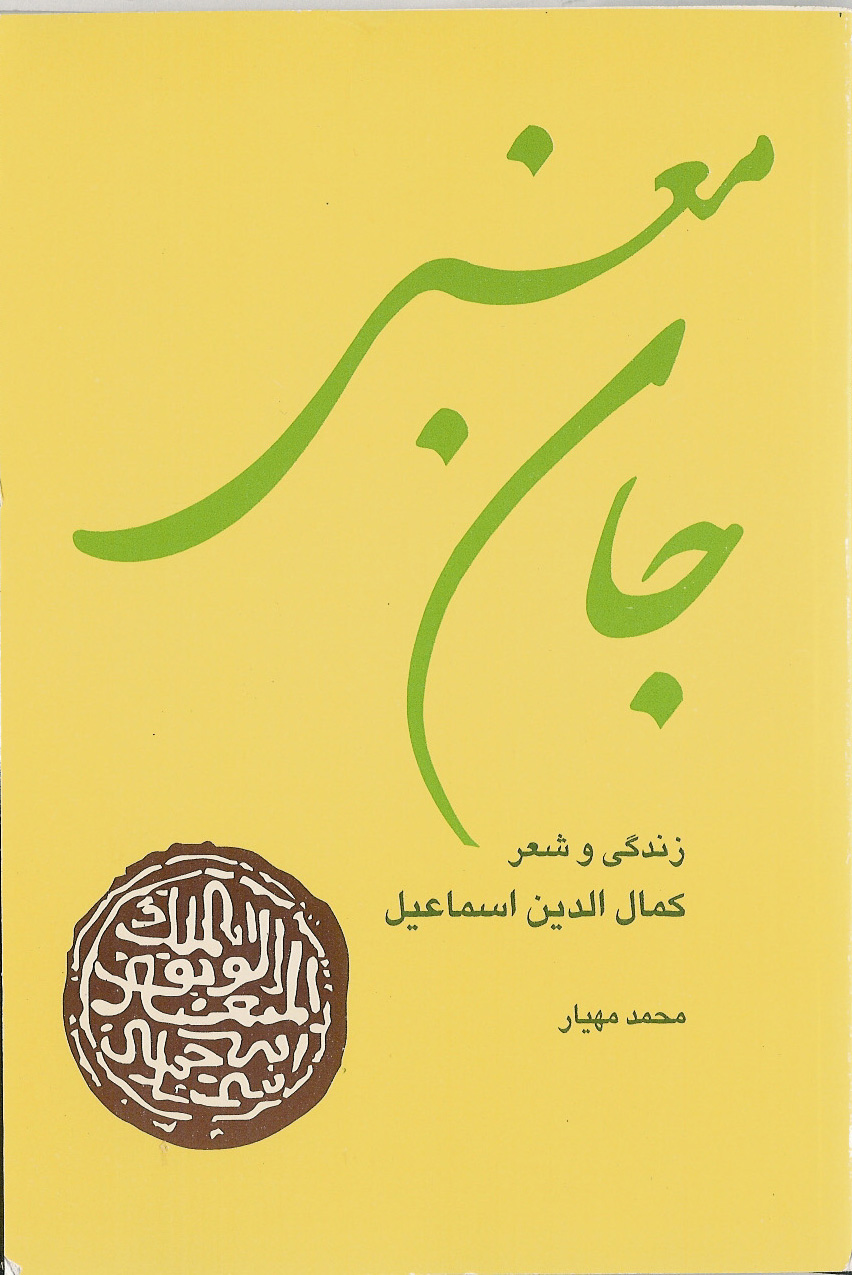
زندگی و نقد شعر کمال الدین اسماعیل

- جان معنی (زندگی وشعر کمال‌الدّین اسماعیل)، انتشارات باورداران، ۱۳۷۸.

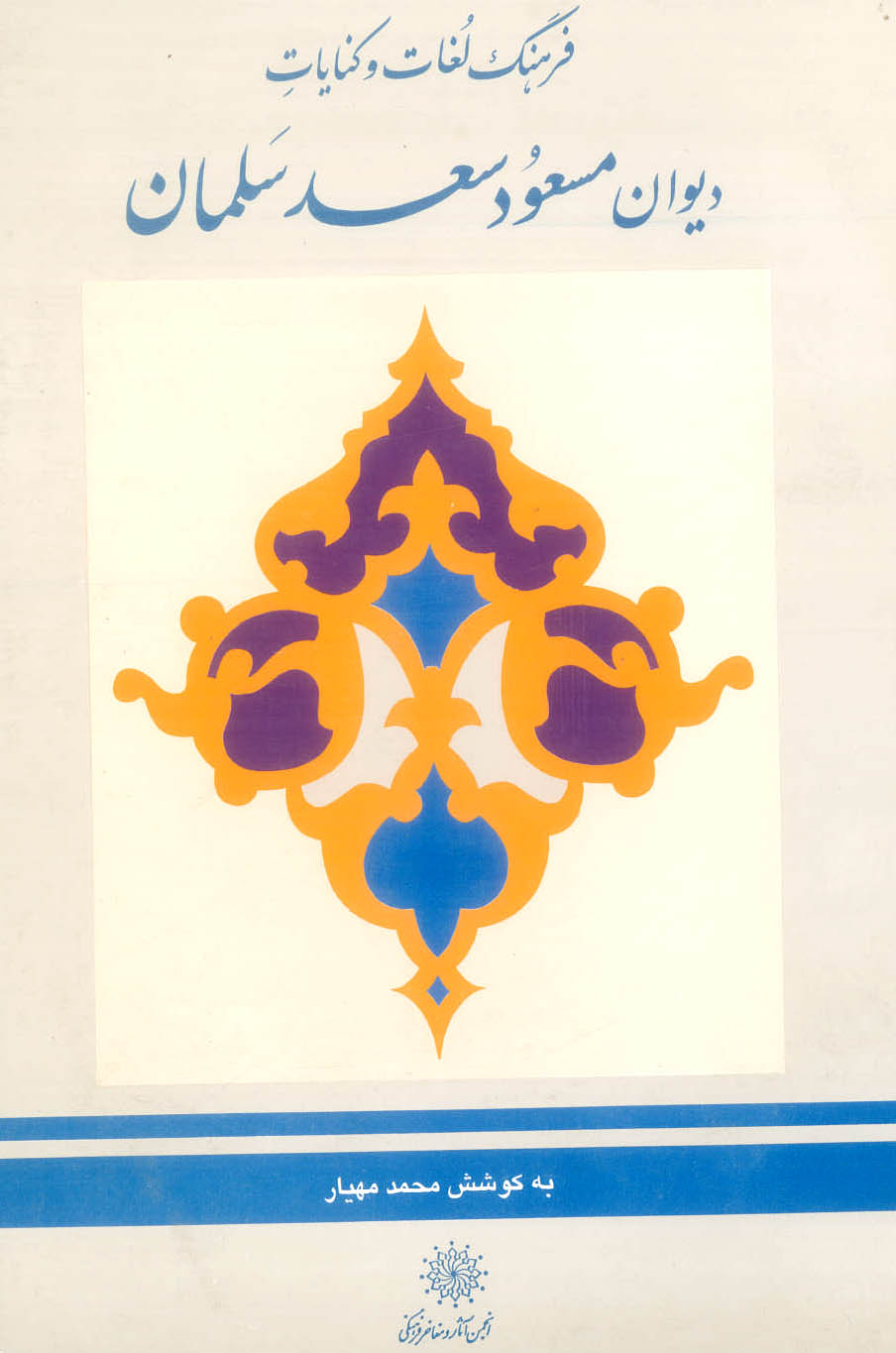
فرهنگ لغات و اصطلاحات دیوان مسعود سعد سلمان

- فرهنگ لغات و کنایات دیوان مسعود سعد سلمان، انتشارات انجمن آثار و مفاخر فرهنگی، ۱۳۷۷.

- کتاب‌شناسی دستور زبان فارسی، انتشارات فرهنگستان زبان و ادب فارسی، ۱۳۸۱.

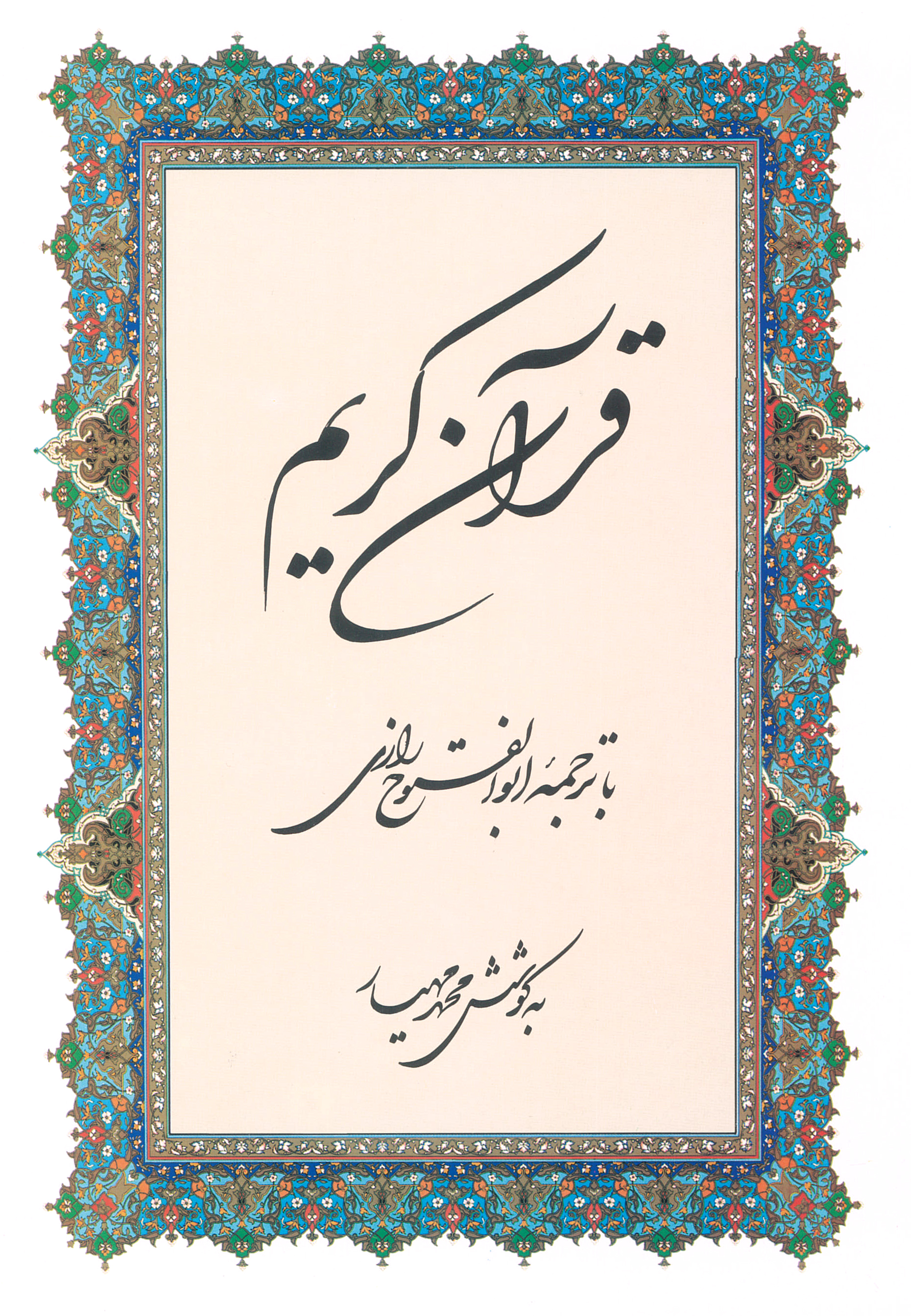
قرآن با ترجمه کهن ابولفتوح رازی

- قرآن کریم ترجمه ابوالفتوح رازی (با مقدّمه و تصحیحِ ترجمه و تعلیقات)، انتشارات مطبوعات دینی،۱۳۸۰.

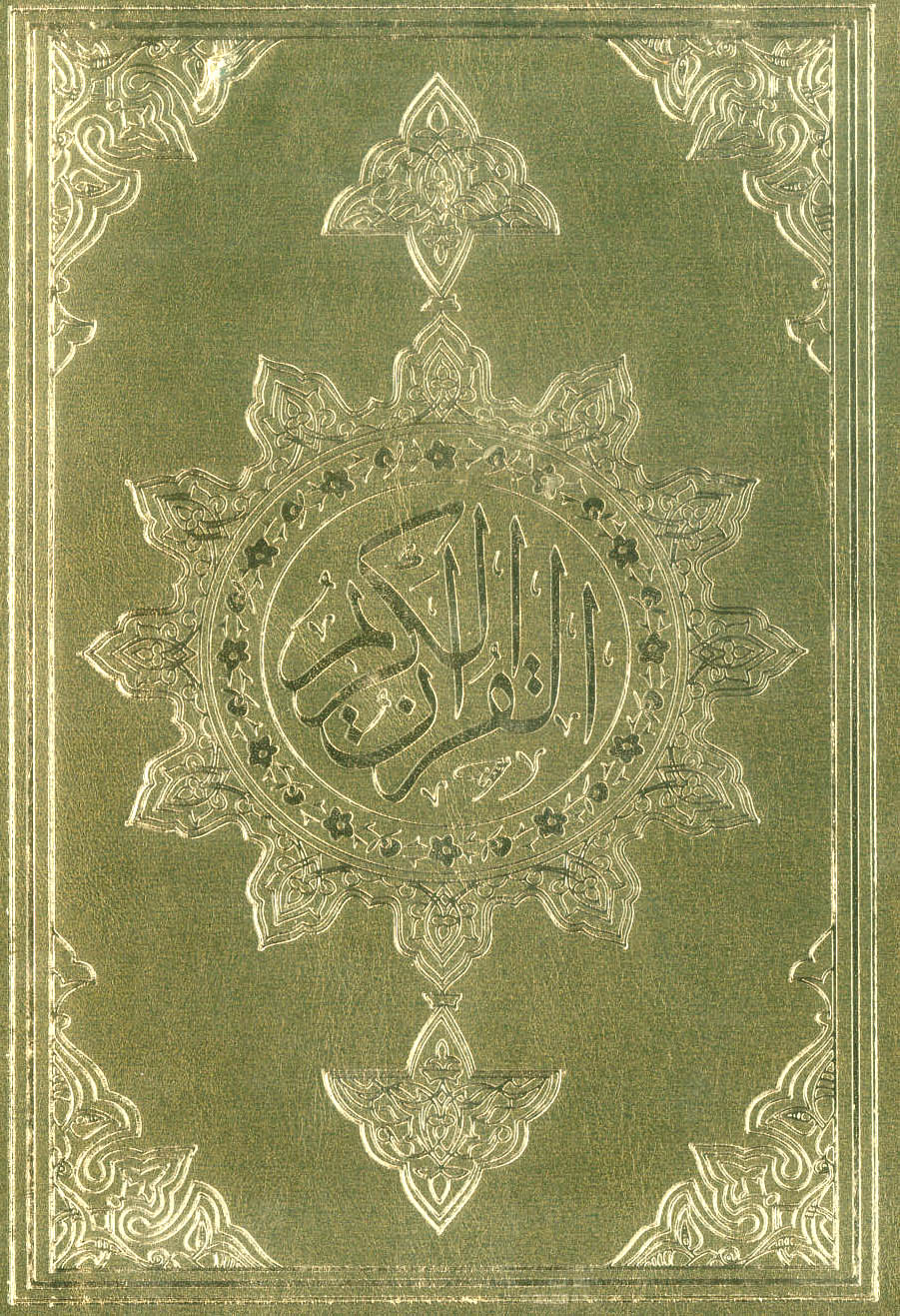
قرآن با ترجمه کهن ابوبکر عتیق نیشابوری

- القرآن الکریم ترجمه ابوبکر عتیق نیشابوری (با مقدّمه و تصحیحِ ترجمه و تعلیقات)، انتشارات کلیدر، ۱۳۸۴.
- چندین هزار بیت بدیع بلند نقد حال، گزیده آثار و شرح حال مسعود سعد سلمان، انتشارات اطلاعات، 1393.

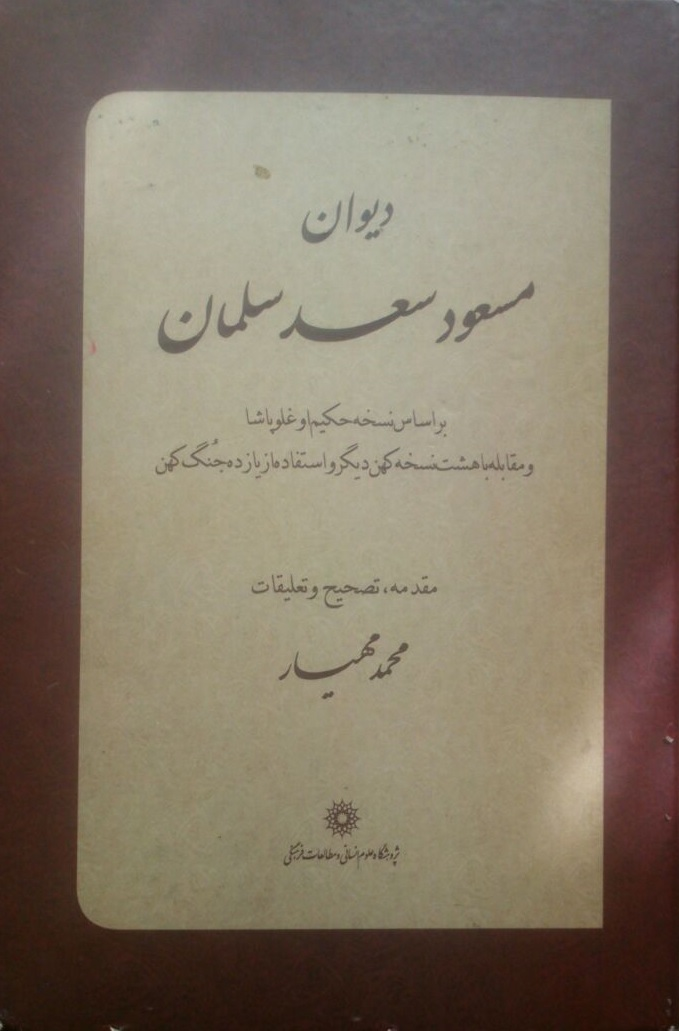
دیوان مسعود سعد سلمان

- دیوان مسعود سعد سلمان بر اساس نسخه حکیم اغلو پاشا، و مقابله با هشت نسخه کهن دیگر و استفاده از یازده جنگ کهن. مقدمه، تصحیح و تعلیقات از محمد مهیاز، انتشارات پژوهشگاه علوم انسانی و مطالعات فرهنگی، سال 1390.

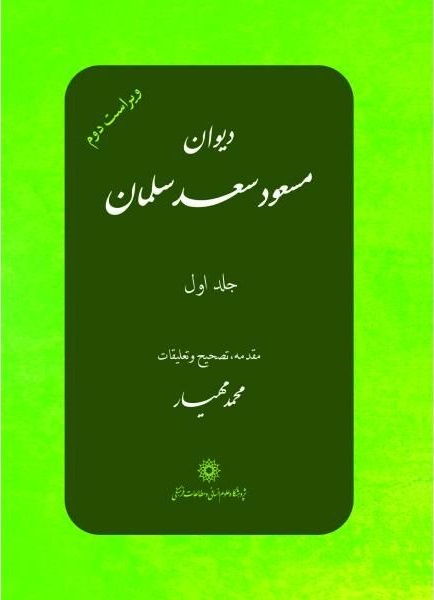
دیوان مسعود سعد سلمان دو جلدی

## مقالات
- غزل‌سرایی در هشتصد سال، مجله پیام نوین، ش ۳، آبان و آذر ۱۳۵۴، ص ۱۳-۶. و ش۴، دی تا اسفند ۱۳۵۴، ص ۳۷-۳۲.
- شرق و غرب یا نور و ظلمت (نقد کتاب آسیا در برابر غرب، اثر داریوش شایگان)، مجله نگین، ش ۱۶۰، شهریور ۱۳۵۷، ص ۳۳-۳۱.
- در خدمت و خیانت روشنفکران (نقد کتابی با همین نام، از جلال آل‌احمد)، مجله نگین، ش۱۶۲، سال۱۳۵۷، ص۲۳-۲۲ و ۵۴.
- بینش عامیانه، مجله نگین، ش۱۶۶، سال۱۳۵۸، ص۴۸-۴۶.
- ادبیات و مشکل آموزش و پرورش، مجله نگین، ش۱۶۹، سال۱۳۵۸، ص۵۲-۵۰.
- جلوه‌های هنر در نثر زرین‌کوب، مجله کتاب ماه (ادبیات و فلسفه)، ش۱، آبان ۱۳۶۷. و در کتابِ درخت معرفت (جشن‌نامه استاد عبدالحسین زرین‌کوب)، انتشارات سخن، سال۱۳۷۶، ص۱۴۳-۱۳۱.
- دیوان مسعود سعد (نقد دیوان مسعود سعد، تصحیحِ دکتر مهدی نوریان)، مجله آینده، ش۵-۳، خرداد تا مرداد سال۱۳۶۸، ص۳۵۴-۳۴۹.
- کاربرد «را» در فارسی دری، مجله رشد ادب فارسی، ش۱۸-۱۷، تابستان و پاییز ۱۳۶۸، ص۴۶-۴۳ و زمستان ۱۳۶۸ و بهار ۱۳۶۹، ش۲۰-۱۹، ص۵۲-۵۰.
- جَهِشِ ضمیر، مجله رشد ادب فارسی، ش۳۵، زمستان ۱۳۷۲، ص۵۱-۴۶.
- خطایی که از ارزش کار کاست (نقد کتاب درسی«نگارش و دستور زبان فارسی»، اثر علی سلطانی گردفرامرزی)، روزنامه اطلاعات، ش۲۰۲۶۵، یکشنبه ۲۳ مرداد ۱۳۷۳، ص۶.
- واژه‌ها و ترکیبات ناآشنا در دیوان مسعود سعد، مجله رشد ادب فارسی، ش۳۸، زمستان ۱۳۷۴، ص۴۸-۴۵.
- کتاب‌شناسی توصیفی زبان و ادبیات فارسی، مجله رشد آموزش زبان و ادب فارسی، ش۴۵، زمستان ۱۳۷۶، ص۴۵-۳۸.
- در بارهٔ صورت چاپ شدهٔ دیوان مسعود سعد، مجله نامه پارسی، ش۸، بهار ۱۳۷۷، ص۲۳۲-۲۲۴.
- مقدمه‌ای بر زیبایی‌شناسی نثر معاصر، مجله کتاب ماه (ادبیات و فلسفه)، ش۱۳، آبان ۱۳۷۷، ص۲۱-۲۰.
- نگاهی به موقعیّت کنونی ادبیات فارسی، مجله رشد آموزش زبان و ادبیات فارسی، ش۴۷، تابستان ۱۳۷۷، ص۲۸-۲۶.
- نگاهی به ترجمه ابوالفتوح رازی در تفسیر روض‌الجنان، مجله نامه پارسی، ش۱، بهار ۱۳۷۸، ص۲۳۲-۲۲۴.
- کلیات سلمان ساوجی (نقد دیوان سلمان ساوجی، چاپ انجمن آثار و مفاخر فرهنگی)، مجله کتاب ماه (ادبیات و فلسفه)، ش۲۲، مرداد ۱۳۷۸، ص۲۷-۲۵.
- نگاهی به معیارهای زیبایی‌شناسی در انتخاب نام کتاب‌ها، مجله کتاب ماه (ادبیات و فلسفه)، ش۱۹، اردیبهشت ۱۳۷۸، ص۵۳-۵۲.
- بررسی اجمالی نثر هنری معاصر و راه‌کارهای تقویت آن، نشریه «در قلمرو آموزش زبان و ادب فارسی» (دفتر سوم) مجموعه سخنرانی‌های دومین مجمع علمی آموزش زبان و ادب فارسی، تبریز، شهریور ۱۳۷۸، ص۲۰۸-۲۰۴.
- طرح تدوین درسنامهٔ فارسی عمومی، مجله کتاب ماه (ادبیات و فلسفه)، ش۳۴، مرداد ۱۳۷۹، ص۱۵-۱۴.
- گزارشی در بارهٔ تصحیح ترجمه ابوالفتوح رازی اولین مترجم شیعی قرآن، فصل‌نامه ترجمان وحی، ش۸، اسفند ۱۳۷۹، ص۱۳۰-۱۲۷.
- تفسیر ابوالفتوح رازی، معرفی و نقد چاپ‌ها و تصحیح‌های آن، مجله گلستان قرآن، ش۱۴۳، شانزدهم اسفند ۱۳۸۱، ص۲۱-۱۸.
- جلوهٔ ادب پارسی در تفسیر سورآبادی: نگاهی به پیشینه و حال تصحیح و انتشار تفسیر سورآبادی، مجله گلستان قرآن، ش۱۴۵، شانزدهم فروردین ۱۳۸۲، ص۱۸-۱۵.
- وزن و وزنه کتاب دستور تاریخی فعل (نقد کتاب دستور تاریخی فعل، تألیف دکتر حسن احمدی گیوی)، مجله کتاب ماه (ادبیات و فلسفه)، ش۶۹، تیرماه ۱۳۸۲، ص۱۰۳-۱۰۰.
- سخنی در بارهٔ کشف‌الاسرار و مؤلّّف آن، مجله گلستان قرآن، ش۱۵۱، شانزدهم خرداد ۱۳۸۲، ص۴۰-۳۷.
- پیشینه دستورزبان‌نویسی برای زبان فارسی، مجله قند پارسی (شورای گسترش زبان فارسی، مرکز تحقیقات فارسی، دهلی نو)، ش۱۹، سال ۱۳۸۲.
- چند ویژگی زبانی روض‌الجنان، مجله بیّنات، ش۴۷، پاییز ۱۳۸۴، ص۸۳-۷۴.
- ترجمه تفسیر طبری، کهن‌ترین ترجمه قرآن به فارسی، مجله گلستان قرآن، ش۱۴۶، اوّل اردیبهشت ۱۳۸۲، ص۲۱-۱۸. و مجله بیّنات، ش۴۹ و۵۰، بهار و تابستان ۱۳۸۵، ص۳۳۸-۳۳۴.
- نگاهی به ترجمه و تفسیرهای کهن، مجله بیّنات، ش۴۹ و۵۰، بهار و تابستان ۱۳۸۵، ص۳۶۲-۳۵۸.
- ترجمهٔ قرآن ابوبکر عتیق نیشابوری (سورآبادی)، مجله بیّنات، ش۴۹ و۵۰، بهار و تابستان ۱۳۸۵، ص۳۴۲-۳۳۹.
- میبدی وترجمه آیات قرآن، مجله بیّنات، ش۴۹ و۵۰، بهار و تابستان ۱۳۸۵، ص۳۶۸-۳۶۳.
- ترجمه قرآن ابوالفتوح، مجله بیّنات، ش۴۹ و۵۰، بهار و تابستان ۱۳۸۵، ص۳۸۷-۳۸۵.
- در جستجوی زبان پاک، (در کتاب «شاخه‌های شوق: یادگارنامهٔ بهاءالدین خرمشاهی»)، به اهتمام علی دهباشی، نشر قطره، ۱۳۸۷.
- جای خالی برخی از واژه‌های دیوان مسعود سعد در فرهنگ بزرگ سخن، مجله کتاب ماه (ادبیّات)، ش۵۹، مهرماه ۱۳۹۰.
- ذیلی بر تصحیح دیوان مسعود سعد سلمان. گزارش میراث، ش 56 و 67، فروردین - تیر 1392، ص 24.
- نکاتی درباره قم پژوهی
- نکاتی چند دربارة اشعار فارسی کلیله و دمنه. جشن نامة دکتر سیروس شمیسا